# EPIC 204376071
EPIC 204376071 är en stjärna i den västra delen av stjärnbilden Skorpionen. Baserat på parallaxmätningar av rymdobservatoriet Gaia på 7,4 mas beräknas den befinna sig på ca 440 ljusårs (130 parsek) avstånd från solen. Den ingår sannolikt i stjärnassociationen Upper Scorpius, och är ung nog för att ännu inte har blivit en stjärna i huvudserien.

## Egenskaper
Ovanliga ljusfluktuationer i stjärnan med upp till 80 procent minskning av ljusstyrkan (dvs. "enstaka 80 procent djup ockultation med ett dygns varaktighet") har observerats av astronomer.  Den ovanliga skymningen var inte bara extremt djup, utan även väsentligen asymmetrisk, med en nedgångstid ungefär dubbelt så lång som ingångstiden. Denna ovanliga skymning av EPIC 204376071 är emellertid mycket större än den 22-procentiga skymning som observerats hos Tabbys stjärna. Flera skäl har angetts som förklaring till den ovanliga dämpningen av EPIC 204376071; antingen omgivande stoft eller småpartiklar, eller en "transient anhopning av stoftmaterial nära stjärnans korrotationsradie". Stjärnans ovanliga ljuskurva liknar ljuskurvan för den förmodade exoplaneten, KIC 10403228, som kan ha orsakats av ett "lutande ringsystem" som kretsar runt planeten. I fallet med EPIC 204376071 skulle enligt forskarna en brun dvärg eller stor planet med ett ringsystem kunna orsaka en liknande ljuskurva.